# Toluca Assembly
Toluca Assembly (TAP) is een autoassemblagefabriek van DaimlerChrysler in Toluca de Lerdo (Mexico) in Mexico.
TAP werd geopend in 1968 en produceerde vele modellen van Dodge en Plymouth.
Na de enthousiaste ontvangst van de Pronto Cruizer conceptauto in 1998 zocht DaimlerChrysler naar een geschikte locatie om hem in productie te nemen. Toluca Assembly voldeed aan alle criteria om de wereldwijde productie op zich te nemen. Er werd een kleine $600 miljoen in de fabriek gestoken om ze hiervoor klaar te maken. De PT Cruiser ging in 2000 in productie met 180.000 stuks per jaar.
De interesse in de retro PT Cruiser bleek zo groot te zijn dat DCX er in maart 2000 een tweede productiesite voor selecteerde. Dat werd Eurostar Assembly in Oostenrijk waar jaarlijks 50.000 eenheden gebouwd kunnen worden. In Oostenrijk zullen de PT Cruisers voor de wereldmarkt gebouwd worden zodat Toluca zich op de sterke vraag vanuit Noord-Amerika kan richten.
In maart 2006 kondigde DaimlerChrysler en investering van $1 miljard aan in haar fabrieken in Mexico. Het grootste deel zal naar Toluca gaan om de fabriek te moderniseren en uit te breiden voor meer capaciteit. Het grootste deel van de investering zal ook reeds in 2006 besteed worden. Op 8 maart van datzelfde jaar werd ook de miljoenste PT Cruiser geassembleerd. In 2010 werd de productie van het model na meer dan 1,3 miljoen stuks stopgezet. De fabriek begon vervolgens ook Fiat 500's en Dodge-modellen met een Fiat-embleem te bouwen.
Naast de autofabriek ligt Toluca Stamping waar carrosserieonderdelen voor de Chrysler PT Cruiser gemaakt worden. Toluca Stamping werd geopend in 1994.

## Gebouwde modellen
| Afbeelding | Model               | Periode   |  | Afbeelding | Model                      | Periode   |
| ---------- | ------------------- | --------- |  | ---------- | -------------------------- | --------- |
|            | Dodge Aries         | 1981-1989 |  |            | Plymouth Reliant           | 1981-1989 |
|            | Dodge Shadow        | 1987-1994 |  |            | Plymouth Sundance          | 1987-1994 |
|            | Dodge Spirit        | 1989-1995 |  |            | Plymouth Acclaim           | 1989-1995 |
|            | Dodge Stratus       | 1995-2000 |  |            | Chrysler Sebring cabriolet | 1996-2000 |
|            | Dodge Neon          | 2000-2005 |  |            | Plymouth Neon              | 2000-2001 |
|            | Chrysler PT Cruiser | 2001-2010 |  |            | Dodge Journey              | 2008+     |
|            | Fiat 500            | 2010+     |  |            | Fiat Freemont              | 2011+     |